# Marcia dei Tre Prati
La Marcia dei Tre Prati è una passeggiata ecologica non competitiva che si svolge lungo un percorso di 15 km congiungendo i Prati di Tivo e i Prati di Intermesoli, nel comune di Pietracamela, a Prato Selva, nel comune di Fano Adriano, lungo il versante nord-orientale del Gran Sasso d'Italia, in provincia di Teramo.

## Storia
La prima edizione si svolse nel 1975 per iniziativa di Aldo Possenti, presidente della sezione teramana del Club Alpino Italiano, e di Vincenzo Di Benedetto, imprenditore in Fano Adriano. L'edizione 1977 vide la partecipazione di oltre mille persone. Dopo un periodo di sospensione è stata riproposta nel 2006 (Prati di Tivo, domenica 23 luglio), per iniziativa delle Sezioni del Club Alpino Italiano di Teramo e Isola del Gran Sasso d'Italia con la partecipazione della Sezione Alpini di Teramo e dei Medici del 118.

## Galleria d'immagini

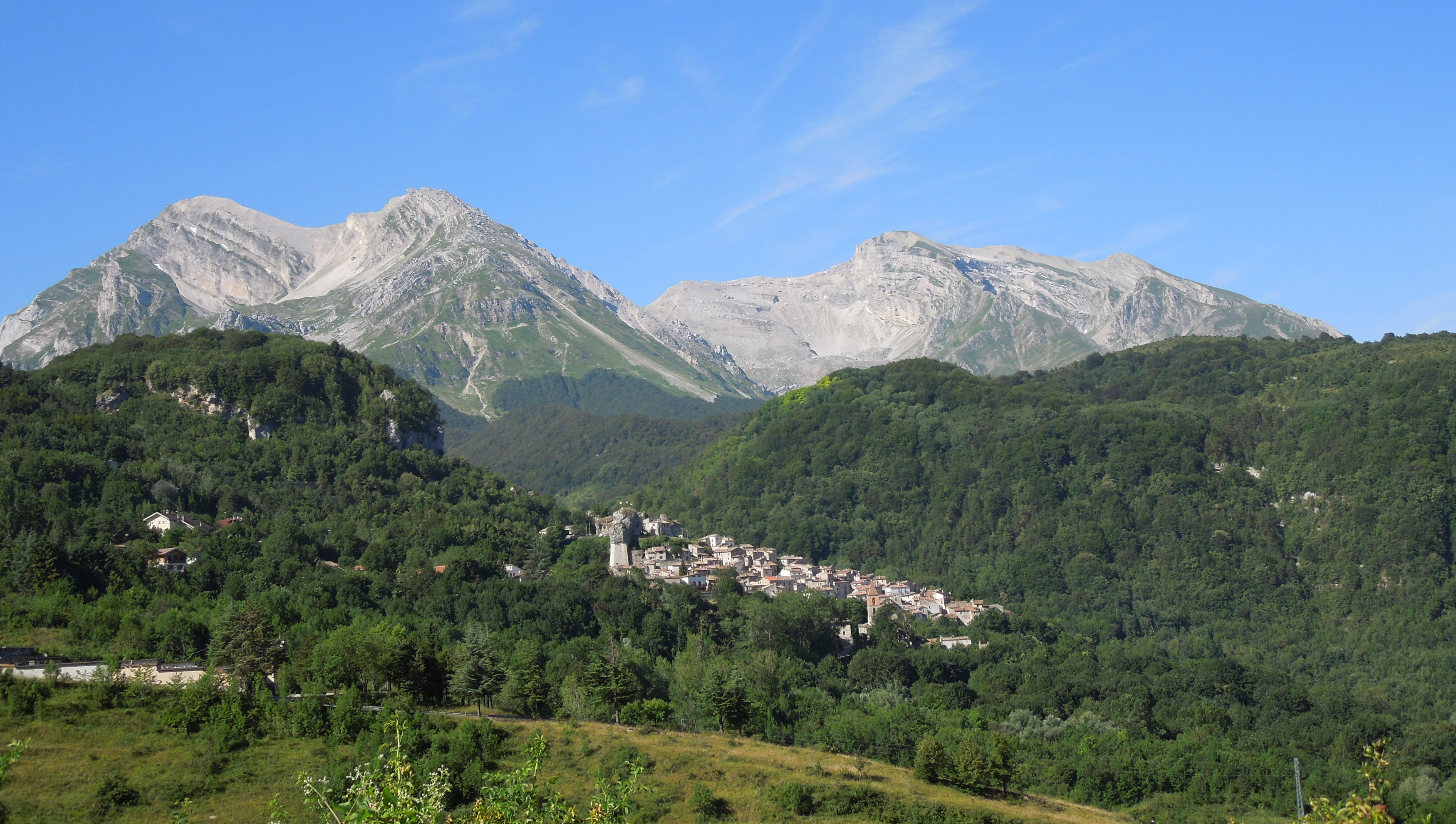
Pietracamela, alle spalle Pizzo d'Intermesoli (sx) e Monte Corvo (dx)
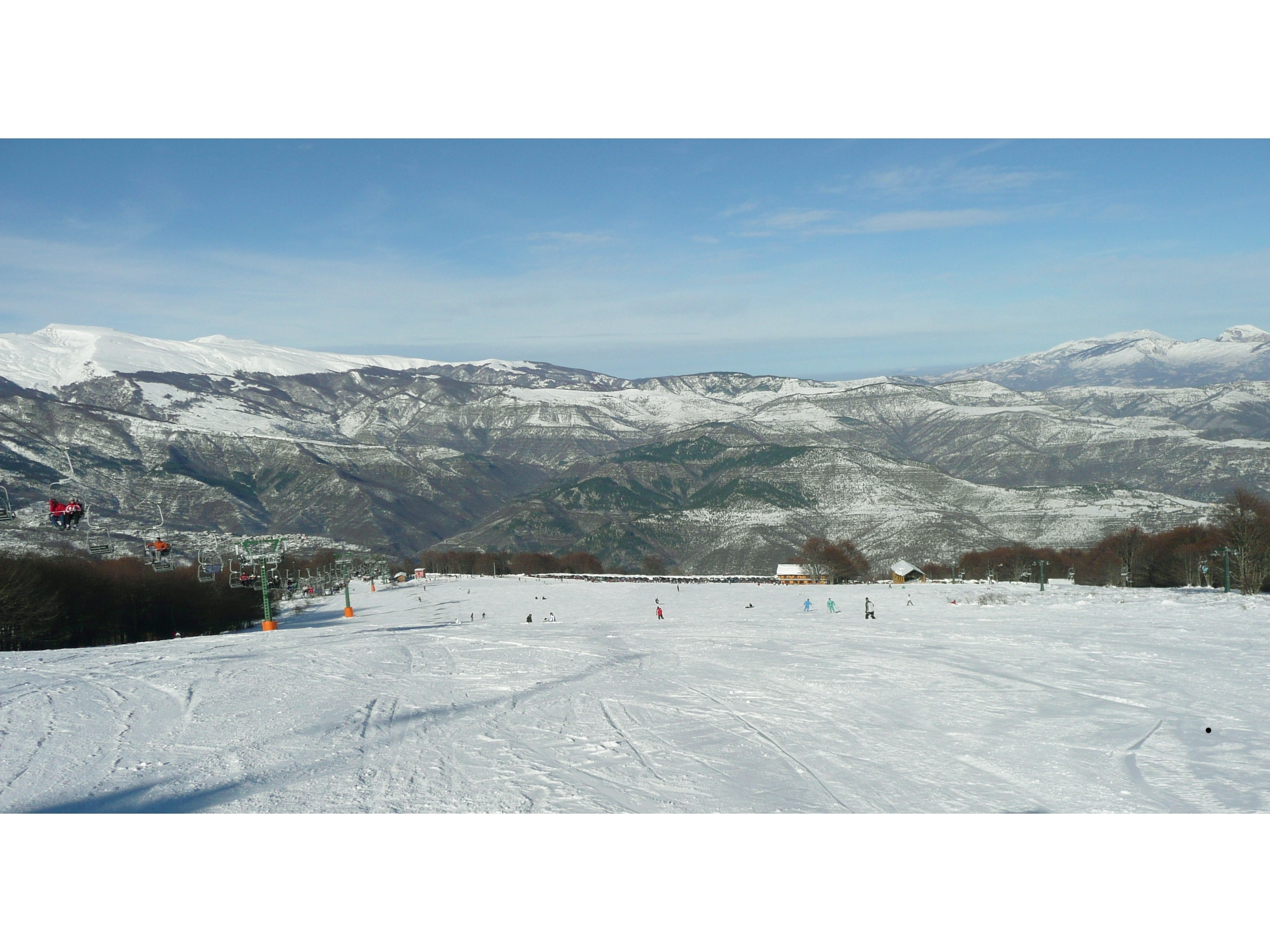
Prato Selva